# 蓟门桥站
蓟门桥站是北京地铁12号线和昌平线的一座换乘站，于2016年12月开工。该站位于北京市海淀区北太平庄街道与花园路街道交界北三环西路、北三环中路、西土城路交叉口蓟门桥东侧下方，于2024年12月15日开通运营，与东坝北站一样，是一座甫一啟用即為轉車站的車站。

## 位置
蓟门桥站位于北三环路与西土城路交叉口蓟门桥东侧下方。12号线车站以东西向延伸，昌平线南延车站呈南北向布置。

## 车站设计
12号线车站为地下三层岛式车站，车站主体长度237.3米；昌平线车站为地下两层岛式车站，主体长度218.8米；两线车站共设置4组风亭、5个出入口和5个安全口。两线车站通过同层站厅实现T字形换乘。
| 地面 |                    | 出入口                           |  |  |
| B1层 | 站厅               | 客服中心、自动售票机、进出站闸机 |  |  |
| B2层 |                    | █ 昌平线 往昌平西山口（西土城）  |  |  |
|      | 岛式站台，左侧开门 |                                  |  |  |
|      |                    | █ 昌平线 终点站 下客站台         |  |  |
| B3层 |                    | █ 12号线 往四季青桥（大鐘寺）    |  |  |
|      | 岛式站台，左侧开门 |                                  |  |  |
|      |                    | █ 12号线 往东坝北（北太平莊）    |  |  |

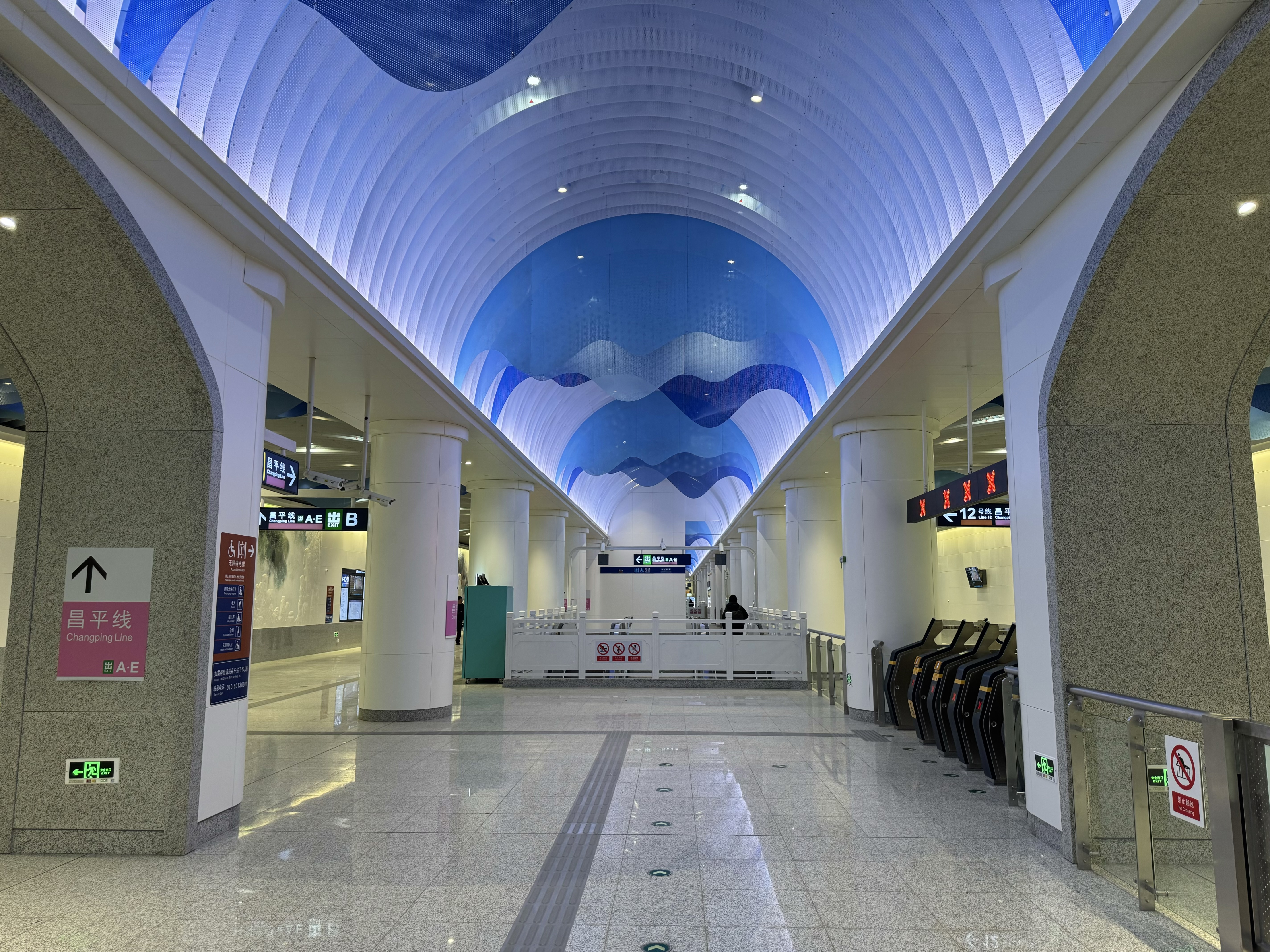
12号线站厅
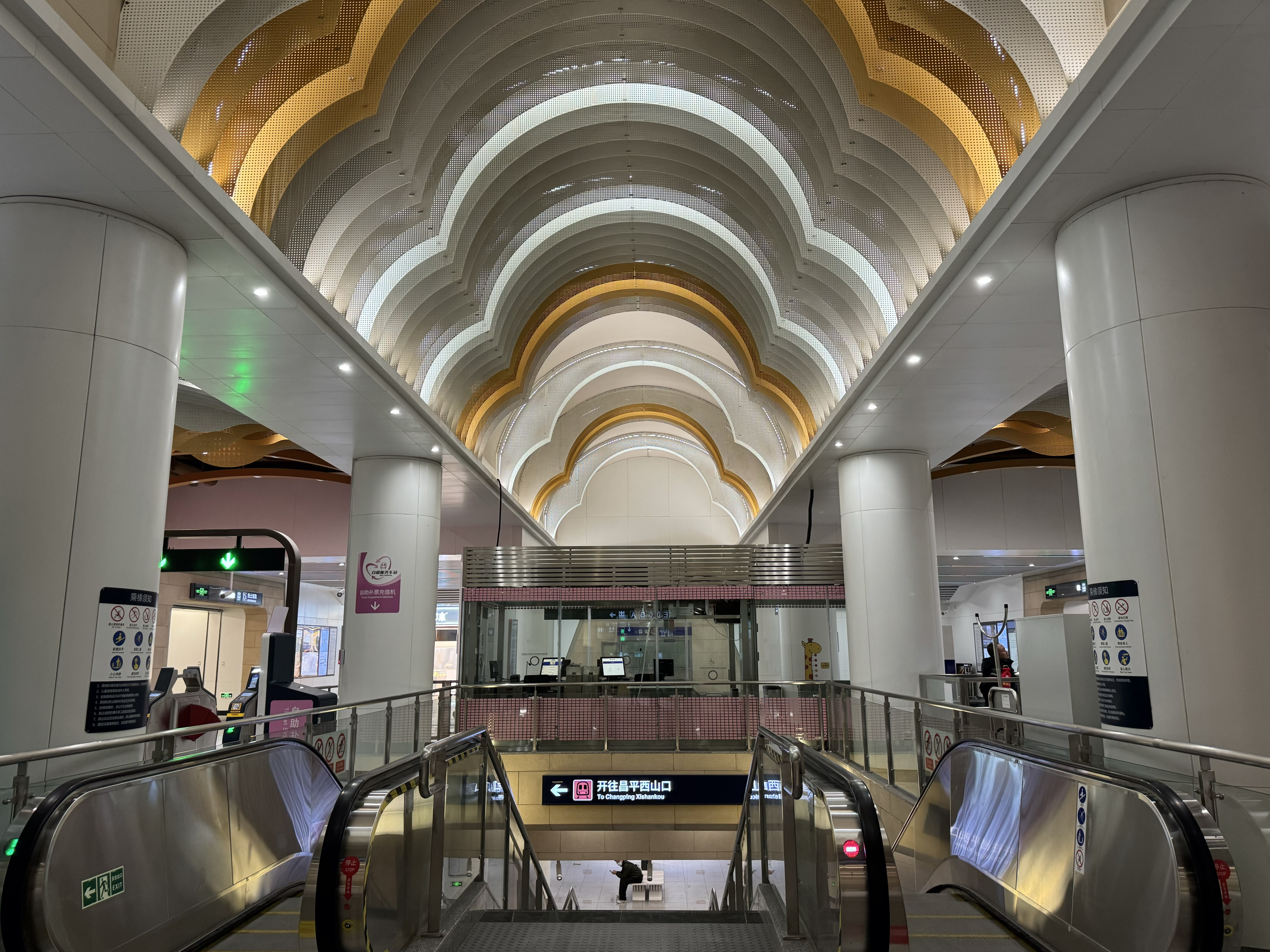
昌平线站厅
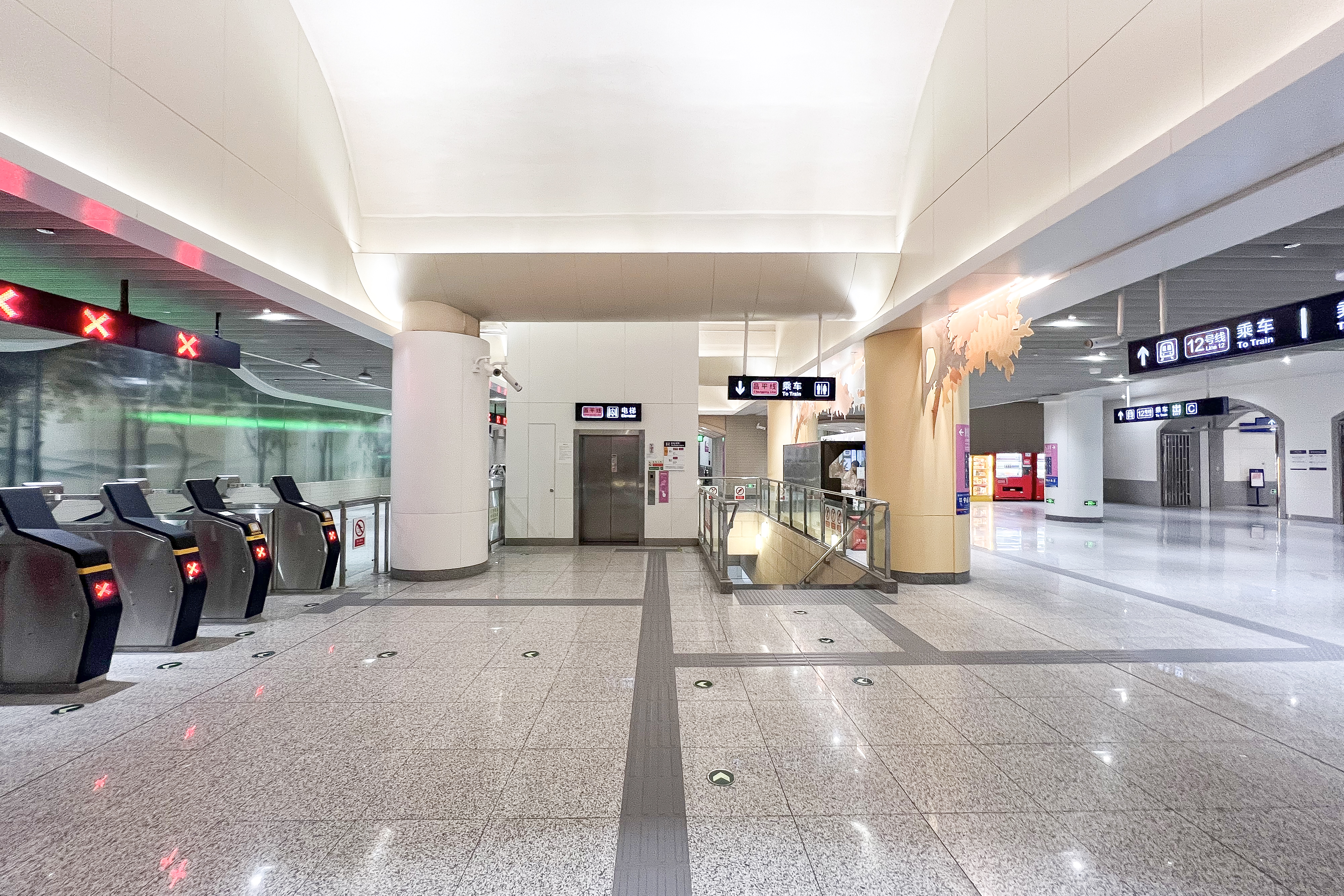
昌平线站厅
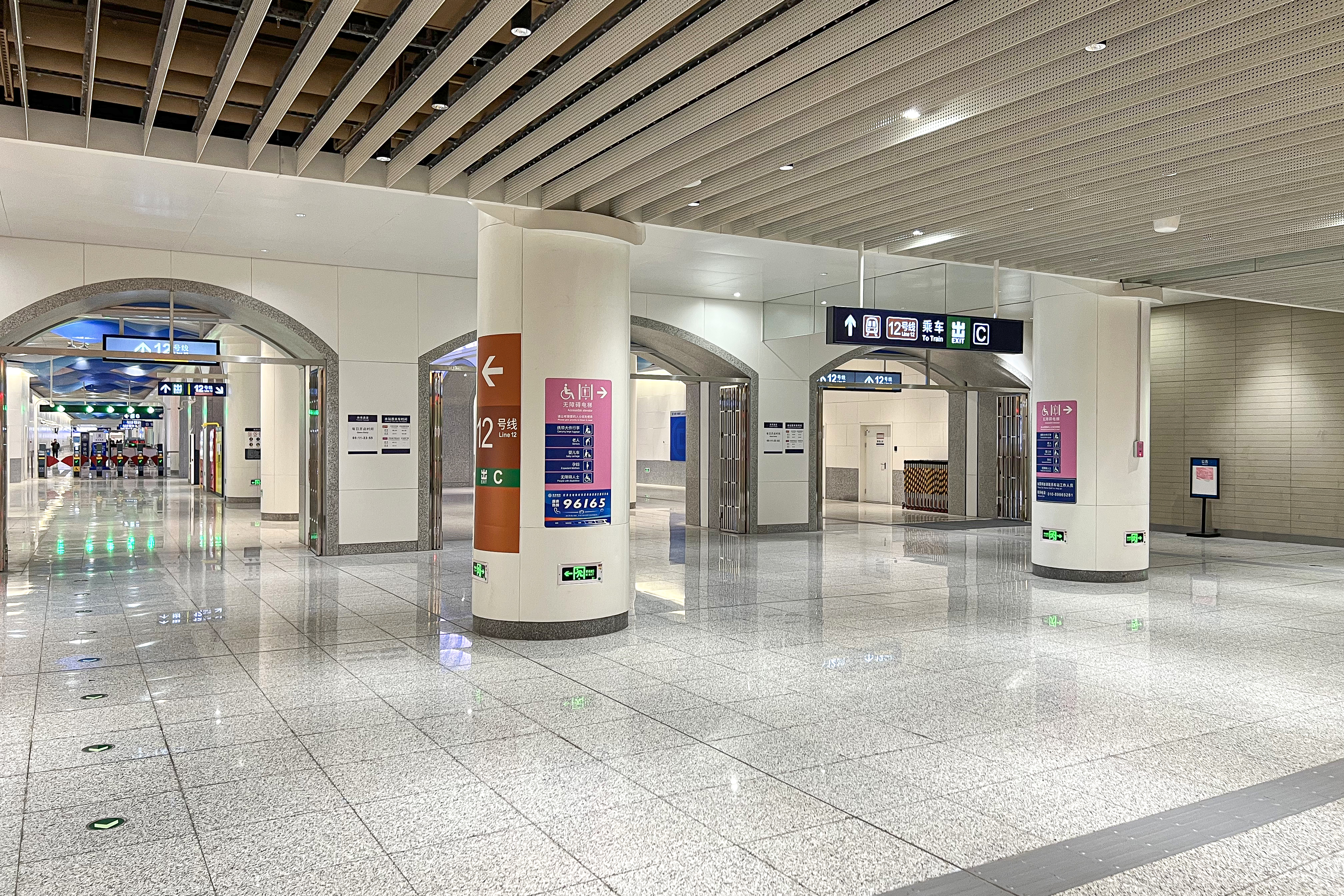
昌平线站厅换乘通道

### 出入口
蓟门桥站共设有6个出入口，其中昌平线设有A、E出入口，12号线设有B1、B2、C、D出入口，分布于蓟门桥东西南北四个象限。
|                       |            |                  |      |            |
|                       |            |                  |      |            |
| 编号                  | 指示       | 建议前往的目的地 | 图片 | 无障碍设施 |
| 连通 昌平线站厅       |            |                  |      |            |
| 出口 · A · 升降机标志 | 西土城路   |                  |      |            |
| 连通 12号线站厅       |            |                  |      |            |
| 出口 · B · 1          | 西土城路   |                  |      | 不適用     |
| 出口 · B · 2          | 西土城路   |                  |      | 不適用     |
| 出口 · C · 升降机标志 | 北三环中路 |                  |      |            |
| 出口 · D · 升降机标志 | 西土城路   |                  |      |            |
| 连通 昌平线站厅       |            |                  |      |            |
| 出口 · E              | 北三环西路 |                  |      | 不適用     |
| 註： 設有             |            |                  |      |            |

### 车站艺术
昌平线车站的两处公共艺术作品均以蓟门烟树为主题，其中站厅非付费区墙面布置有艺术玻璃《烟树长宁》，站厅双柱间则布置有金属雕刻作品《烟树长宁-2》。